# Коршуновка (Воронежская область)
Коршуновка — деревня в Терновском районе Воронежской области России. Входит в состав Народненского сельского поселения.

## География
Деревня находится в северо-восточной части Воронежской области, в лесостепной зоне, в пределах Окско-Донской равнины, на расстоянии примерно 19 километров (по прямой) к юго-востоку от села Терновка, административного центра района. Абсолютная высота — 151 метр над уровнем моря.
Часовой пояс
Деревня Коршуновка, как и вся Воронежская область, находится в часовой зоне МСК (московское время). Смещение применяемого времени относительно UTC составляет +3:00.

## Население
| 2010 |
| ---- |
| 89   |

Гендерный состав
По данным Всероссийской переписи населения 2010 года в гендерной структуре населения мужчины составляли 46,1 %, женщины — соответственно 53,9 %.
Национальный состав
Согласно результатам переписи 2002 года, в национальной структуре населения русские составляли 94 %.

## Улицы
Уличная сеть деревни состоит из двух улиц (ул. 60 лет Победы и ул. Проезжая).